# Aufkirchen (Egenhofen)

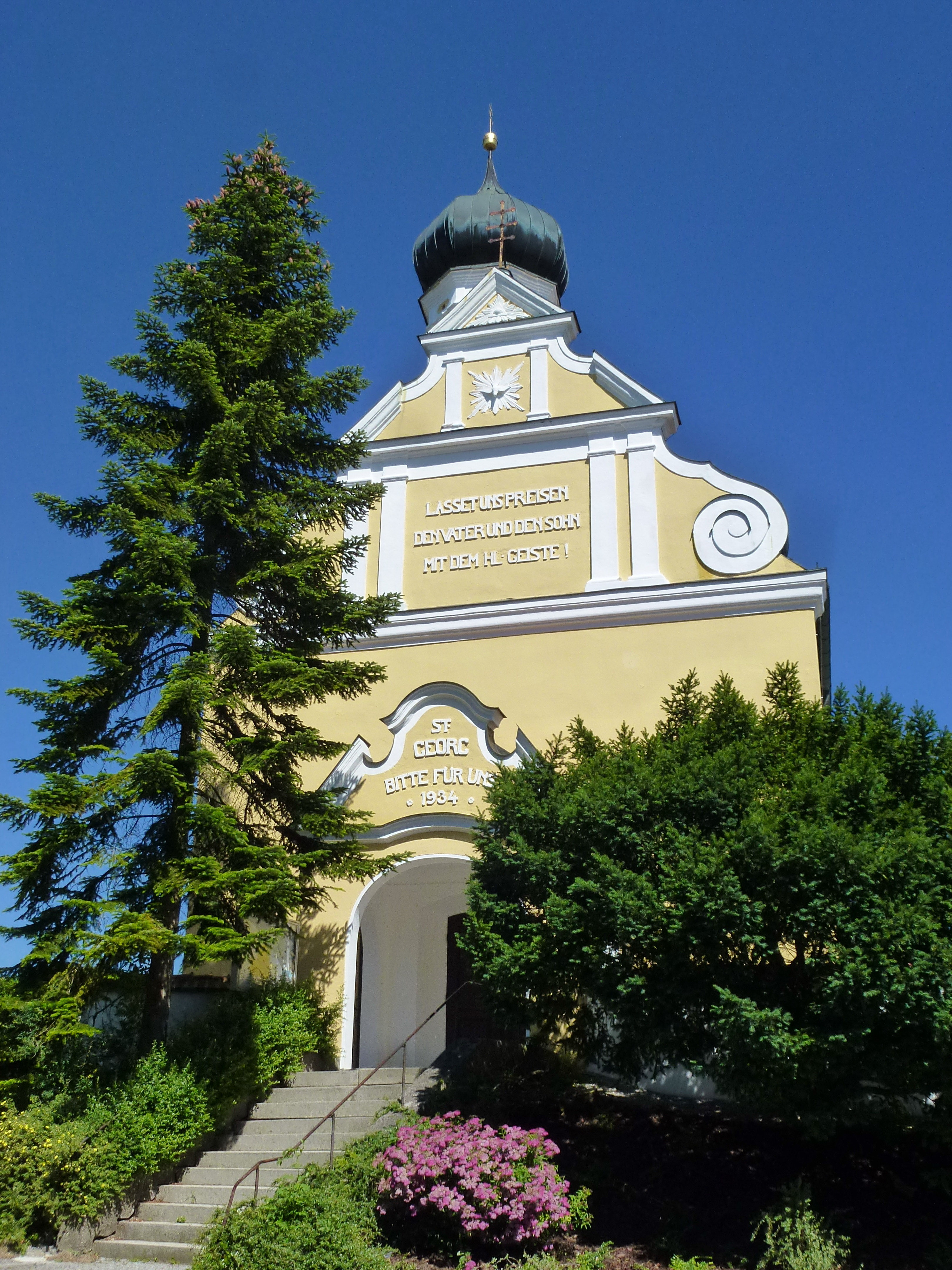
Kirche St. Georg

Aufkirchen ist ein Gemeindeteil von Egenhofen im oberbayerischen Landkreis Fürstenfeldbruck.
Das Pfarrdorf liegt circa vier Kilometer südlich von Egenhofen an der Kreisstraße FFB1.

## Geschichte
Aufkirchen (historisch auch Aufchirchen, dann auch Aufkirchen an der Maisach) wurde erstmals 1017 als „Uffkiricha“ urkundlich erwähnt. Im Jahr 1315 ist hier ein Pfarrsitz mit vier Filialen überliefert. Im 16. Jahrhundert hatte der Ort acht Anwesen, wovon drei freies Eigentum waren und die anderen dem Kloster Fürstenfeld, der Münchner Bürgerfamilie Rechberger und der Pfarrkirche St. Georg gehörten.
1820 gab es im Ort 15 Häuser, eine Schule und 83 Einwohner. Der Pfarrgemeinde, die dem Dekanat Egenhofen zugehörig war, gehörten insgesamt 589 Personen an. 1867 hatte der Ort Aufkirchen 108 Einwohner, 32 Gebäude, ein Kirchengebäude und eine Schule. 1874 gehörten der Pfarrgemeinde Aufkirchen „755 Seelen in 131 Häusern“ an.
Am 1. Mai 1978 wurde die ehemals selbständige Gemeinde mit den Weilern Englertshofen, Geisenhofen, Holzmühl, Pischertshofen, Rammertshofen und Waltershofen nach Egenhofen eingegliedert.
Die Geschichte der Grundschule Aufkirchen reicht zurück bis ins 16. Jahrhundert.

## Baudenkmäler
Siehe auch: Liste der Baudenkmäler in Aufkirchen
- Katholische Pfarrkirche St. Georg

## Bodendenkmäler
Siehe: Liste der Bodendenkmäler in Egenhofen